# Kaisermanöver (Film)
Kaisermanöver ist ein österreichischer Spielfilm von Franz Antel aus dem Jahr 1954.

## Handlung
Bei den K.u.k. Kaiserjägern sorgt ein Buch für Unruhe: Die Alteingesessenen beschweren sich über das Buch Kaisermanöver des anonymen Autors Adspectator, die Jungen verehren den Mann für seine klare Kritik an überkommenen Strukturen. Was keiner weiß, ist, dass der beliebte Hauptmann Gustl Eichfeld der Autor des Buches ist. Der wiederum liebt die Tochter seines Vorgesetzten von Trattenbach und sie würde ihn jederzeit dem Major von Jurinic vorziehen, der sie verehrt. Von Trattenbach wiederum favorisiert eine Ehe seiner Tochter mit dem Major und ahnt nichts von der Liebe Valeries zu Gustl. Beide müssen sich daher heimlich treffen.
Jurinic weiß, dass Valerie nicht ihn, sondern den Hauptmann liebt. Auch bei einem Pferderennen kann er sie nicht von seinen Qualitäten überzeugen, da er und Eichfeld gleichauf ins Ziel kommen. Erst als Jurinic in Eichfelds Zimmer das Buch Kaisermanöver und darin einen Brief vom Verlag an Gustl findet, kann er sich profilieren. Beim Mitternachtsball tanzt Valerie den entscheidenden Tanz demonstrativ mit Gustl und Jurinic verrät daraufhin Eichfelds Autorschaft an Valeries Vater, der entsetzt ist und ihm den Abschied von den Kaiserjägern nahelegt. Eichfeld wiederum fordert nun Jurinic zum Duell.
Da Jurinic, der beste Schütze der Kompanie, beim Duell den ersten Schuss haben wird, bangt Valerie um das Leben Gustls. Sie geht am Vorabend des Duells zu Jurinic und fleht ihn an, das Duell abzusagen. Als er nicht darauf eingeht, willigt Valerie schließlich ein, seine Frau zu werden. Obwohl die Voraussetzung dafür war, dass das Duell nicht stattfindet, duelliert sich Jurinic am nächsten Tag mit Eichfeld, der von Valeries Handeln nichts weiß. Jurinic ist betrunken und verfehlt Eichfeld daher. Dieser wiederum schießt in die Luft, als er erkennt, dass Jurinic kaum gerade stehen kann. Wegen seiner unehrenhaften Haltung kündigt Török seinem besten Freund Jurinic die Freundschaft.
Die Hochzeit von Jurinic und der unglücklichen Valerie beginnt. In letzter Sekunde kann Eichfeld von Zugsführer Franz Radler überzeugt werden, dass Valerie nur ihn liebt und ihm mit der Heirat nur das Leben retten wollte. In letzter Sekunde kann er die Heirat verhindern, in dem er in der Kirche die Hochzeit unterbricht. Wegen ungebührlichen Verhaltens droht ihm nun der Abschied von den Kaiserjägern und die Inhaftierung mit Festungshaft. Erst der Wirt Radler, der Vater von Franz und früherer Ziehvater von Gustl Eichfeld, kann helfen. Er begibt sich heimlich zu Kaiser Franz Joseph I., schildert diesem umständlich die Vorkommnisse und übergibt ihm eine Ausgabe vom Buch Kaisermanöver. Der Kaiser wiederum entscheidet nach der Lektüre, dass das Buch zwar skandalös sei, jedoch berechtigte Kritik am Militärsystem äußere. Auch Török und die anderen jungen Kaiserjäger-Offiziere haben unabhängig von Radler beim Kaiser um Pardon für Hauptmann Eichfeld gebeten. Da Gustl die Heirat Valeries verhindert habe, wird er vom Kaiser verpflichtet, Valerie zu heiraten. Und auch Franz Radler findet eine Ehefrau: Er wird Valeries Kammermädchen Steffi heiraten.

## Produktion
Nach dem großen Erfolg des Films Kaiserwalzer plante Franz Antel eine Fortsetzung mit denselben Schauspielern. Diesmal sollte die k.u.k. Armee eine wichtige Rolle spielen, doch Antel wollte keine Komparsen ohne militärische Ausbildung. Als er erfuhr, dass die Gendarmerie etwa neunhundert Mann ausgebildet hatte, die den Grundstock des künftigen Bundesheeres bilden sollten, erschienen ihm diese Männer als die idealen Soldatendarsteller. Nach schwierigen Verhandlungen gab Staatssekretär Ferdinand Graf die Erlaubnis dazu, und als Kommandant wurde der berühmte Widerstandskämpfer Ferdinand Käs gewonnen. Als nach den ersten Szenen der zuständige Minister Oskar Helmer davon erfuhr, verbot er kurzerhand das Abstellen der Gendarmen für einen Kaiserfilm. Erst durch eine von Graf erwirkte Audienz bei Bundeskanzler Julius Raab konnte Antel die Mitwirkung der Gendarmen und damit das gesamte Projekt retten.
Gedreht wurde in den Ateliers Wien-Schönbrunn und Wien-Sievering sowie in Wien und Umgebung, in der Wachau und in der Freudenau. Julius von Borsody und Hans Rouc schufen die Bauten, die Produzenten Franz Hoffermann und Erich von Neusser waren zugleich Produktionsleiter. Den Verleih übernahm der Berliner Gloria-Filmverleih. Die deutschsprachige Uraufführung fand am 3. August 1954 im Stuttgarter Universum statt. In Österreich wurde der Film erstmals am 7. September 1954 in Wien aufgeführt. Der Film wurde zu einem außerordentlichen Kassenerfolg. Bei Kinopremieren mit den anwesenden Schauspielern drängten sich tausende Menschen, so dass wiederholt Polizei ausrücken musste, um das begeisterte Publikum im Zaum zu halten.
Erich Meder schrieb mehrere Schlager für den Film, für die Hans Lang die Musik komponierte.
- Ich war einmal ein Pfeiffendeckel – Interpret: Hans Moser
- Jeder Soldat, der hat seine Marie – Interpret: Walter Müller
- Kleines Glück im Winkel – Interpret: Hannelore Bollmann, Walter Müller
- Sonntagslied – Interpret: Gunther Philipp und andere

## Kritik
Der Spiegel befand: „Dünnflüssige K. u. K.-Politur aus Routine-Beständen, nachgefaßt zum Aufwichsen einer bläßlichen Liebesgeschichte, der selbst ein so sanfter Monarch wie Kaiser Franz Joseph, als sie ihm endlich zu Ohren kommt, das mühsam verschleppte Happy-End brüsk diktiert.“
Das Lexikon des internationalen Films bezeichnete Kaisermanöver als „Unterhaltungsfilm, an dem nichts originell oder überraschend ist.“ Die Onlineversion sieht dagegen in Kaisermanöver „heiter-wehmütige Liebesverwicklungen […] nach dem bewährten, aber wenig originellen Strickmuster – viel Gefühl und dekorative Uniformen.“ Cinema ordnete den Film als „Militärlustspiel“ ein und bezeichnete ihn als „angestaubte Liebelei in schicken Kostümen“.
Die „Kaiserjäger“ tragen die falschen Uniformen, es handelt sich um solche der k.k. Landesschützen (Spielhahnstoß an der Mütze und Edelweiß am Kragen).